# Ermanno II di Ravensberg
Ermanno di Calvelage in tedesco: Hermann II. (Ravensberg) (circa 1160 – 25 gennaio 1221) è stato un nobile tedesco, fu conte di Ravensberg, dal 1170 circa alla sua morte.

## Origine
Ermanno, secondo il Zeitschrift für vaterländische Geschichte und Altertumskunde, Volume 1, era l'unico figlio del conte di Ravensberg, Ottone I e della moglie, Uda (o Oda), di cui non si conoscono gli ascendenti.

Ottone I di Ravensberg, secondo il Zeitschrift für vaterländische Geschichte und Altertumskunde, Volume 1, era il figlio maschio primogenito del conte di Ravensberg, Ermanno I e della moglie Giuditta di Zütphen, figlia del conte Ottone II. di Zutphen.

## Biografia
Ermanno viene citato per la prima volta, nel documento n° CCCXXXV del Regesta Historiae Westfaliae, datato 1166, che riporta una donazione fatta da suo padre Ottone I assieme alla moglie Oda, a Ermanno ed al fratello, Enrico (Otto comes de Ravensberg et Uda comitissa cum filio suo Hermanno et comes Henricus frater Ottonis), col consenso della sorella Edvige, contessa di Dale e del di lei figlio, Enrico (sorore ipsorum Hadwige comitissa de Dale cum filio suo Henrico).
Suo padre, Ottone fu menzionato per l'ultima volta come testimone nella lettera di fondazione dell'arcivescovo Philipp von Heinsberg per il monastero di Bredelar nel 1170, ed in quello stesso anno morì; gli succedette Ermanno, come Ermanno II, associato allo zio, Enrico.
Secondo il documento n° CCCLXI del Regesta Historiae Westfaliae, nel 1173, ErmannoEnrico fu testimone assieme allo zio, Enrico (Heinricus comes de Ravensberg, Hermannus comes de Ravensberg) di una donazione dell'imperatore Federico Barbarossa.
Di suo zio, Enrico non si conosce l'anno esatto della morte (verso il 1180); ma già nel 1179 la Arnoldi Chronica Slavorum II non cita più Enrico ma solo Ermanno II, come conte di Ravensberg (Hermannum comitem de Ravenesberg).
Nel 1198, fu l'unico conte Westfaliano ad appoggiare lo Staufer, Filippo di Svevia, nella lotta per il titolo di re di Germania, contro Ottone IV di Brunswick.
Secondo gli Annales Stadenses, nel 1202, Ermanno ed il figlio, Ottone, combatterono contro Simone conte di Tecklenburg, che perse la vita; ma Ermanno ed Ottone furono fatti prigionieri. Dovettero riconoscere i Tecklenburg come signori feudali per parti della loro proprietà. L'arcivescovo di Colonia, Adolfo di Altena, fu mediatore nella riconciliazione tra le due parti.
Ermanno morì nel 1221; secondo il Necrologium Marienfeldense del Denkmäler alter Sprache und Kunst, Volume 2 morì il 25 gennaio assieme alla sua seconda moglie (Hermannus de Ravensberge et Adelheidis uxor eius).
Gli succedette il figlio primogenito, Ottone, come Ottone II.

## Matrimonio e figli
Ermanno aveva sposato, in prime nozze Giuditta di Turingia, figlia di Ludovico II, langravio di Turingia e della moglie, Giuditta "Jutta" di Svevia, sorellastra dell'imperatore Federico I Barbarossa, come confermato dalla Historia Brevis Principum Thuringiæ.
Ermanno da Giuditta ebbe tre figli:
- Ottone († 1 aprile 1244), Conte di Ravensberg[9]
- Ermanno († 1249), canonico di Münster
- Ludovico († 15 gennaio 1249), Conte di Ravensberg[13].

Dopo essere rimasto vedovo, Ermanno, sposò in seconde nozze, Adelaide, di cui non si conoscono gli ascendenti.

### Fonti primarie
- (LA)  Regesta Historiae Westfaliae.
- (LA)  Monumenta Germaniae Historica, Scriptores, Tomus XXIV .
- (LA)  Monumenta Germaniae Historica, Scriptores, Tomus XVI .
- (LA)  Monumenta Germaniae Historica, Scriptores, Tomus XXI .
- (LA)  #ES Denkmäler alter Sprache und Kunst, Volume .

### Letteratura storiografica
- (DE)  #ES Zeitschrift für vaterländische Geschichte und Altertumskunde, Volume 1